# Corporació de Correus de Malawi
La Corporació de Correu de Malawi (en anglès, Malawi Posts Corporation (MPC)) és la corporació legal responsable del servei postal i alguns serveis financers a Malawi.

## Serveis
MPC gestiona 180 oficines de correus a tot el país, i també ofereix serveis a través de 154 agències postals. Els terminis de lliurament del correu varien des de l'entrega de l'endemà a les ciutats fins a 5 dies entre oficines de correus rurals. Les oficines de correus també poden proporcionar apartats de correus i vendre articles de papereria.
Els serveis financers que s'ofereixen inclouen serveis electrònics, telegràfics i de transferència de diners a Malawi i internacionalment, i pagaments de factures de serveis públics i de telèfon.
La MPC està regulada per l'Autoritat Reguladora de Comunicacions de Malawi (MACRA) que regula tots els serveis postals a Malawi, entre d'altres. Des de la creació de la MPC, MACRA ha donat llicències a deu proveïdors de serveis postals més com DHL i FedEx.
L'any 2023, l'empresa volia iniciar l'expansió digital i oferir serveis en línia.

## Història
La corporació es va crear a partir de la Corporació de Correus i Telecomunicacions de Malawi (en anglès, Malawi Posts and Telecommunications Corporation) que es va reestructurar el juny de 2000 d'acord amb la Llei de Comunicacions de 1998.